# Potorous platyops
Espèce
Statut de conservation UICN

 EX  : Éteint
Potorous platyops est une espèce de rats-kangourous originaire d'Australie, aujourd'hui éteinte.
Le premier spécimen, découvert en 1839, a été décrit par John Gould en 1844, mais l'espèce était déjà rare à l'époque et seuls une dizaine d'individus ont été identifiés, le dernier en 1875. C'est un des rares vertébrés, disparus récemment, dont l'extinction  ne soit pas directement liée à l'arrivée des Européens sur le continent australien. Les restes de ces animaux montrent qu'à l'origine ils avaient un vaste domaine de répartition, depuis les côtes de l'Australie-Méridionale jusqu'aux côtes de l'Australie occidentale probablement jusqu'au nord du cap Nord-Ouest.
Ses mœurs sont complètement inconnues. Il est évident qu'on ne le trouvait pas dans les zones boisées habitées par ses cousins, le Potorous tridactylus et le Potorous longipes.
Les individus conservés montrent qu'ils étaient plus petits que les autres rats-kangourous avec une longueur tête-corps de 24 cm et une queue de 18 cm. Le pelage était gris sur le dos, blanc sale sur le ventre et l'animal ressemblait à un gros rat avec de petites oreilles rondes, un museau relativement court et des joues rebondies.